# Сьвідник-Дужи
Сьвідник-Дужи (пол. Świdnik Duży) — село в Польщі, у гміні Вулька Люблінського повіту Люблінського воєводства.
Населення — 696 осіб (2011).

## Демографія
Демографічна структура станом на 31 березня 2011 року:
|          | Загалом | Допрацездатний вік | Працездатний вік | Постпрацездатний вік |
| -------- | ------- | ------------------ | ---------------- | -------------------- |
| Чоловіки | 349     | 79                 | 230              | 40                   |
| Жінки    | 347     | 57                 | 209              | 81                   |
| Разом    | 696     | 136                | 439              | 121                  |